# 崔克自行車公司

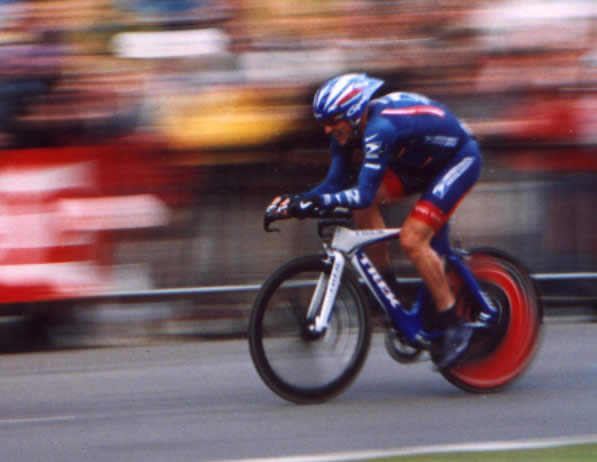
兰斯·阿姆斯特朗於2004年環法單車賽中使用的崔克自行車

崔克自行車公司（Trek Bicycle Corporation），成立於1975年，是來自美國的自行車製造商，其品牌的自行車多年來獲專業車手於賽事中使用。
兰斯·阿姆斯特朗於環法單車賽中使用過的自行車，2009年於蘇富比的慈善拍賣會上以50萬美元的天價成交，成為全球最貴的自行車。